# Departamento Río Senguer
Río Senguer es un departamento de la provincia del Chubut, Argentina.
Posee una superficie de 22.335 km², lo que lo convierte en el más extenso de la provincia y limita al norte con los departamentos de Tehuelches y Paso de Indios, al este con el de Sarmiento, al sur con la provincia de Santa Cruz (Departamento Lago Buenos Aires), y al oeste con la república de Chile.

## Toponimia
El departamento toma el nombre del río Senguer. A su vez, la palabra es un compuesto a partir de la deformación de las palabras Senguel y Singer. El mismo señalaba un vado, del que luego el río tomó su nombre. Derivaría de la voz araucana “paso de los avestruces” o “paso de la nidada”, en alusión a los pichones de estas aves que cerca de allí se encuentran.

## Demografía
En 2022 la población continuó su sostenido y lento crecimiento al alcanzar 6.366 habitantes superando al censo anterior.
|           | 1947  | 1960    | 1970   | 1980   | 1991    | 2001   | 2022  |
| Población | 5.662 | 4.864   | 5.320  | 4.865  | 6.172   | 6.194  | 6.366 |
| Variación | -     | -14,09% | +9,37% | -8,55% | +26,86% | +0,35% | +6,5% |

Fuente: Instituto Nacional de Estadísticas y Censos, INDEC

## Localidades
- Aldea Apeleg
- Aldea Beleiro
- Alto Río Senguer
- Doctor Ricardo Rojas
- Facundo
- Lago Blanco
- Río Mayo

## Parajes

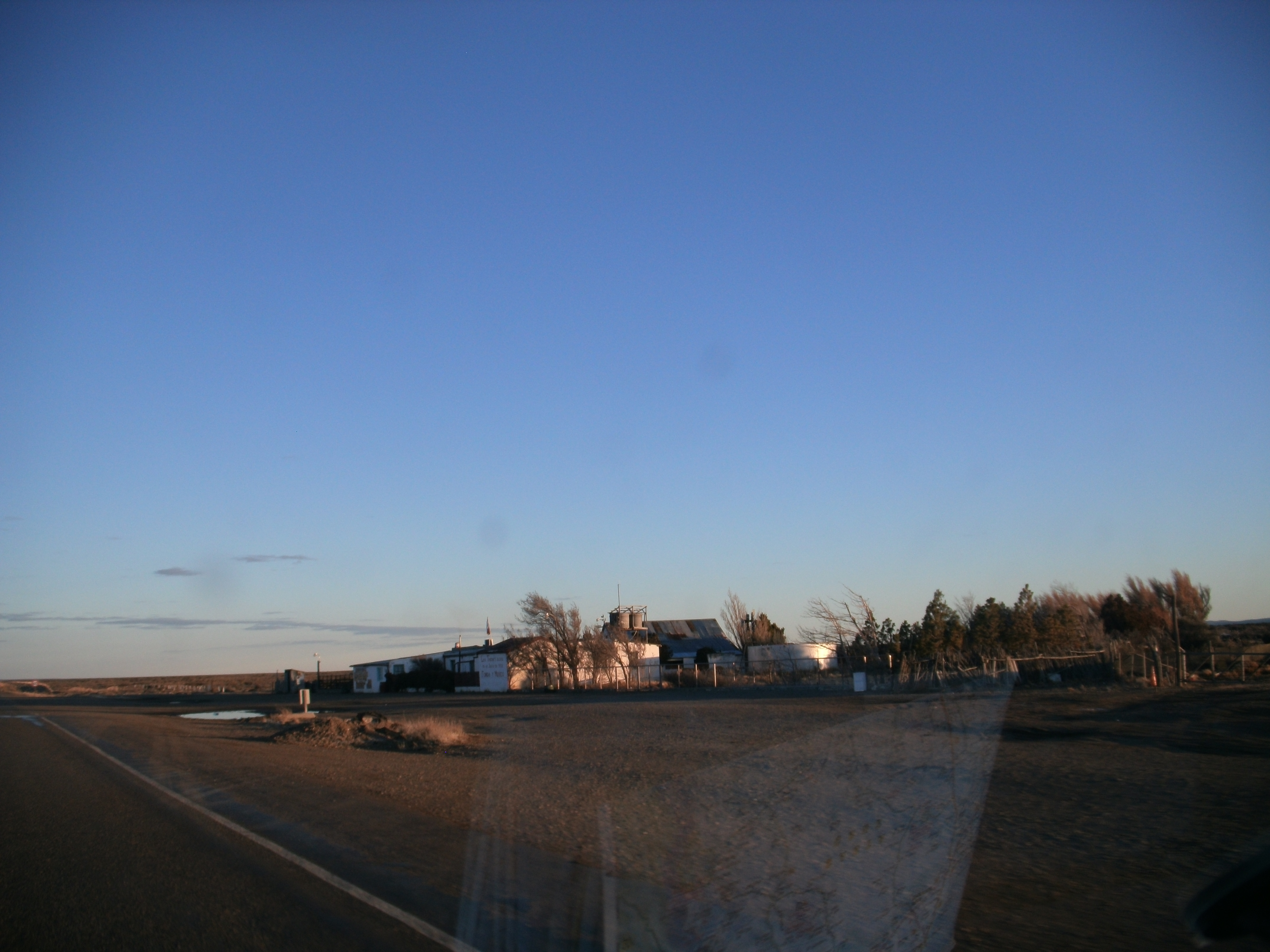
El paraje los Tamariscos

- Alto Río Mayo
- El Coyte
- Escuadrón Río Mayo
- La Puerta del Diablo
- Los Tamariscos
- Paso Moreno
- Pastos Blancos
- Río Guenguel
- Lago La Plata
- Lago Fontana